# Titularbistum Tavium
Tavium (ital.: Tavio) ist ein Titularbistum der römisch-katholischen Kirche. 
Es geht zurück auf ein untergegangenes Bistum in der antiken und byzantinischen Stadt Tavium in der kleinasiatischen Landschaft Galatien in der heutigen Türkei, das der Kirchenprovinz Ancyra angehörte.

## Titularbischöfe von Tavium
| Titularbischöfe von Tavium |                      |                                                                             |               |                  |
| Nr.                        | Name                 | Amt                                                                         | von           | bis              |
| 1                          | Dominic Pozzoni PIME | Apostolischer Vikar von Hong Kong (Chinesisches Kaiserreich/Republik China) | 12. Juli 1905 | 20. Februar 1924 |
| 2                          | Godric Kean          | Weihbischof in Jerusalem (Israel)                                           | 14. Juli 1924 | 5. Mai 1933      |
| 3                          | Karol Niemira        | Weihbischof in Pinsk (Belarus)                                              | 26. Mai 1933  | 8. Juli 1965     |